# 李秉政
李秉政（1920年—1990年10月20日），曾用名李均瀛、雷贯宇，男，山东泰安人，中华人民共和国政治人物。

## 生平
1939年9月加入中国共产党。1940年12月至1945年6月，历任泰安县公安局科长、县委便衣队长、公安局审讯股股长，期间带领便衣队进入日军占领区，组织指挥锄奸，瓦解、策反伪军，受到山东省公安总局通令嘉奖。1945年7月任泰安专署审讯干事，领导肃反、镇反。1946年3月后任新泰县公安局副局长、局长。1948年5月任淮北县公安局局长、县委委员。1949年3月任西海专署公安局局长，4月任滨北专署公安局局长。1950年6月后任胶州专署公安处处长、地委委员、副专员。1954年11月任山东省公安厅副厅长、党组副书记。
“文革”期间1968年至1975年遭到迫害入狱。1975年10月后历任中共青岛市委副书记、青岛市革委会代主任，青岛市人民政府市长、党组书记。1983年4月任青岛市人大常委会主任、党组书记。期间领导拨乱反正，平反冤假错案，改革开放等工作。除上述职务外另曾当选为第五、六届山东省人大代表，第五届山东省人大常委会委员，第八、九、十届青岛市人大代表。
1990年10月20日病逝于青岛。